# Euphyia violetta
Euphyia violetta là một loài bướm đêm trong họ Geometridae.